# Fisker Alaska
Le Fisker Alaska (ou Fisker Kayak en Europe) est un pick-up électrique du constructeur automobile américain Fisker Inc. dont la commercialisation devait débuter à partir de 2024.
Le 17 juin 2024, le constructeur est déclaré officiellement en faillite après avoir déposé le bilan auprès de l'Etat du Delaware. 

## Présentation
Le Fisker Alaska est présenté par le constructeur sous la forme d'un show car le 4 août 2023 lors d'un événement à Huntington Beach, en Californie.

## Caractéristiques techniques

### Motorisations
|                             | Fisker Alaska | Fisker Alaska |
| --------------------------- | ------------- | ------------- |
| Puissance moteur (kW)       |               |               |
| Puissance maximale (ch)     |               |               |
| Couple maximal (N m)        |               |               |
| Vitesse maximale (km/h)     |               |               |
| 0-100 km/h (s)              | 7,2           | 4,3           |
| Transmission                | Intégrale     | Intégrale     |
| Masse à vide (kg)           |               |               |
| Batterie                    |               |               |
| Type                        |               |               |
| Capacité brute (kWh)        | 75            | 113           |
| Autonomie (WLTP) (km)       | 370           | 547           |
| Temps de recharge           |               |               |
| sur une prise domestique    |               |               |
| sur une Wallbox 3,7 kW      |               |               |
| sur une Wallbox 7 kW        |               |               |
| sur une Wallbox 11 kW       |               |               |
| sur une borne 22 kW         |               |               |
| sur une borne rapide 150 kW |               |               |